# Crosbyella
Crosbyella – rodzaj kosarzy z podrzędu Laniatores i rodziny Phalangodidae liczący 5 opisanych gatunków

## Występowanie
Rodzaj obejmuje gatunki endemiczne południowo-wschodnich Stanów Zjednoczonych.

## Systematyka
Opisano 5 gatunków należących do tego rodzaju:
- Crosbyella distincta Goodnight & Goodnight, 1942
- Crosbyella montana Goodnight & Goodnight, 1942
- Crosbyella roeweri Goodnight & Goodnight, 1942
- Crosbyella spinturnix (Crosby & Bishop, 1924)
- Crosbyella tuberculata Goodnight & Goodnight, 1942